# Lindernia montevidensis
Lindernia montevidensis é uma espécie botânica do gênero Lindernia pertencente à família Linderniaceae.